# Simeó Estilita Tercer
Simeó Estilita Tercer (grec antic: Συμεών o Συμεάνης, llatí: Symeon o Simeon Stylites Tertius) va ser un asceta que va viure probablement al segle vii, considerat el tercer Simeó Estilita o Sant del Pilar. És venerat com a sant per les esglésies ortodoxa grega i copta. És considerat Presbyter et Archimandrita i la seva memòria se celebra el 26 o 27 de juliol.
Podria ser el mateix personatge que Joan Mosc anomena Simeó Estilita d'Egea, que vivia a Ayas (Cilícia, antiga Aegea) i de qui diu que va morir a causa d'un llamp. També pot ser l'anomenat Simeó Monjo Confessor de Sicília (segurament un error per Cilícia) esmentat a un Martyrologium llatí i que celebra la seva festa el 27 de juliol. Possiblement va viure al segle vii, però no se sap del cert. El fet que ortodoxos i coptes el venerin podria indicar que va viure abans del cisma entre les dues esglésies, que es va produir l'any 451.